# Nicholas Dillon
Nicholas Lee Dillon (* 25. März 1997 in Port of Spain) ist ein Fußballspieler aus Trinidad und Tobago.

## Karriere

### Verein
Nicholas Dillon stand von 2013 bis 2016 beim Central FC unter Vertrag. Der Verein aus Couva spielte in der ersten Liga, der TT Pro League. 2015 wurde er an den Ligakonkurrenten St. Ann's Rangers ausgeliehen. Nach seiner Rückkehr konnte er in den folgenden beiden Jahren die nationale Meisterschaft sowie 2016 die CFU Club Championship gewinnen. 2017 ging er dann weiter nach Europa und schloss sich dem belgischen Drittligisten Patro Eisden Maasmechelen an. Im Februar 2019 zog es ihn nach Saudi-Arabien zu Al-Mojzel. Am 1. März 2020 nahm ihn dann sein ehemaliger Verein Patro Eisden Maasmechelen nach halbjähriger Vereinslosigkeit wieder unter Vertrag. Seit dem 1. Juli 2020 war er für drei Jahre vereins- und vertragslos, ehe es ihn in seine Heimat zum Club Sando zog.

### Nationalmannschaft
Im März 2017 absolvierte Dillon drei Partien für die U-20-Auswahlt von Trinidad und Tobago bei der CONCACAF-Meisterschaft in Costa Rica. Sein Debüt in der A-Nationalmannschaft gab er dann am 18. April 2018 in einem Freundschaftsspiel gegen Panama. Bei der 0:1-Niederlage wurde der Stürmer in der 62. Minute für Hachim Arcia eingewechselt. Bei seinem zweiten Einsatz knapp vier Jahre später erzielte Dillon dann im Testspiel gegen Barbados (9:0) seine ersten beiden Treffer für die Auswahl.

## Erfolge
- Trinidadisch-Tobagischer Meister: 2016, 2017
- CFU Club Championship-Sieger: 2016